# Wohn- und Wirtschaftsgebäude Holter Allee 30
Das Wohn- und Wirtschaftsgebäude Holter Allee 30 in der niedersächsischen Gemeinde Loxstedt, Ortsteil Holte, im Landkreis Cuxhaven, stammt vom Anfang des 17. und aus der Mitte des 19. Jahrhunderts. Aktuell (2024) wird es landwirtschaftlich und gewerblich genutzt.
Das Gebäude steht unter Denkmalschutz (siehe auch Liste der Baudenkmale in Loxstedt).

## Beschreibung
Das eingeschossige giebelständige Wohn- und Wirtschaftsgebäude von 1619 (d) als Zweiständer-Hallenhaus in Fachwerk wurde 1853 erheblich verändert und mit Backstein ummantelt, seitdem mit ziegelgedecktem Satteldach, Grooter Door mit Korbbogen, darüber Wappentafel sowie rundbogigen und runden eisenversprossten Fenstern, zwei giebelteilenden Gesimsen als Deutsches Band (Sägezahnfries) und Ortganggesims. Von einem Vorgängerbau (festes Haus) stammt die im Trapez des Wirtschaftsgiebels angebrachte, mit Knorpelwerk verzierte Wappentafel von 1622 (Inschrift). Der Wohnteil wurde baulich verändert.
Das Landesdenkmalamt befand u. a.: „ … mitsamt des Innengerüsts von 1619 und des außen angebrachten zweitverwendeten Wappensteins von 1622 wegen des ortsgeschichtlichen, gebäudetypischen und hofbildprägenden Zeugniswerts im öffentlichen Interesse.“